# Человек из стали (саундтрек)
| Оценки критиков | Оценки критиков |
| Источник        | Оценка |
| --------------- | --- |
| Allmusic        | 3,5 из 5 звёзд · 3,5 из 5 звёзд · 3,5 из 5 звёзд · 3,5 из 5 звёзд · 3,5 из 5 звёзд                                                                            |
| AvForums        | 8 из 10 звёзд · 8 из 10 звёзд · 8 из 10 звёзд · 8 из 10 звёзд · 8 из 10 звёзд · 8 из 10 звёзд · 8 из 10 звёзд · 8 из 10 звёзд · 8 из 10 звёзд · 8 из 10 звёзд |
| Filmtracks      | 1 из 5 звёзд · 1 из 5 звёзд · 1 из 5 звёзд · 1 из 5 звёзд · 1 из 5 звёзд                                                                                      |
| Movie Music UK  | 1 из 5 звёзд · 1 из 5 звёзд · 1 из 5 звёзд · 1 из 5 звёзд · 1 из 5 звёзд                                                                                      |
| Movie-Wave      | 1 из 5 звёзд · 1 из 5 звёзд · 1 из 5 звёзд · 1 из 5 звёзд · 1 из 5 звёзд                                                                                      |

Человек из стали (саундтрек) (англ. Man of Steel: Original Motion Picture Soundtrack) — альбом-саундтрек к фильму «Человек из стали». Композиции на альбомы сочинены Хансо Циммером. WaterTower Music выпустили альбом саундтреков 11 июня 2013 года. Эксклюзивное делюкс-издание альбома содержит шесть бонус-треков, названных «Are You Listening, Clark?», «General Zod», «You Led Us Here», «This Is Madness!», «Earth» и «Arcade».
Ханс Циммер изначально опроверг популярные слухи о том, что он будет писать саундтрек к фильму. Однако в июне 2012 года было подтверждено, что Циммер действительно напишет музыку к фильму. Чтобы полностью отличить «Человека из стали» от предыдущих фильмов, культовый «Марш Супермена» Джона Уильямса не слышен. Музыка из третьего трейлера, озаглавленного «An Ideal of Hope», была выпущена в Интернете для прослушивания 19 апреля 2013 года. Эта музыка была сокращенной версией трека из альбома «What Are You Going to Do When You Are Not Saving the World?». В конце апреля 2013 года был обнародован официальный трек-лист двухдискового роскошного издания.
Рейтинг был положительным, и альбом поднялся на 4-е место в iTunes в течение первой недели после его выпуска. Однако оценка критиков была поляризованной. Саундтрек занял 9 место в Billboard 200 с 32 000 проданными копиями.
На церемонии вручения наград BRIT Awards Циммер получил звание «Композитор года» за работу над саундтреками фильмов «Человек из стали» и «Тёмный рыцарь: Возрождение легенды» (2012).

## Критический ответ
Несмотря на то, что этот саундтрек пользовался популярностью среди фанатов, критики вызвали его поляризацию. Некоторые были разочарованы, сославшись на повторяющуюся, упрощенную и чрезмерно зависимую от ударных инструментов партитуру, в то время как другие отреагировали более положительно.
Энн Хорндей из The Washington Post назвала музыку «надутой» и «перепродюсированной».
Джонатан Брокстон из Movie Music UK похвалил треки «Flight» и «What are You Doing, When You’re Not Spaving the World?» как лучший в альбоме саундтреков, но раскритиковал отсутствие развития этих тем и простоту написания, заявив: «Чтобы [Супермен] был обременен глупой перкуссией, таким предсказуемым написанием струн и такой упрощенной и повторяющейся тематикой заявление вызывает крайнее разочарование».
Кристиан Клемменсен из Filmtracks.com назвал саундтрек «наименьшим общим знаменателем», критикуя чрезмерное использование ударных по сравнению с другими инструментами, такими как деревянные духовые инструменты или колокольчики. В заключение он сказал: «В конечном счете, Циммер был прав. Он не подходил для этого задания».
Джеймс Саутхолл из Movie Wave выразил обеспокоенность по поводу чрезмерной зависимости музыки от медного эффекта, получившего название «рог гибели» (ставшего популярным благодаря музыке из «Начала»), и написал: «Человек из стали — фильм — может не иметь амбиции Начала — но у него все ещё есть свои уникальные музыкальные потребности, и они просто не удовлетворены».
Джеймс Кристофер Монгер, из Allmusic, назвал саундтрек «более жестким и мрачным, чем любой из его предшественников, во многом из-за склонности Циммера к безостановочной, громовой перкуссии, хотя в нём сохранилось достаточно моментов, вызывающих мурашки по коже, чтобы его можно было назвать правильной оценкой Супермена, особенно в элегии „Look to the Stars“ и её парящей копии „What are You Doing, When You’re Not Spaving the World?“, оба из которых покорно отражают склонность культового супергероя как к добру, так и к могуществу».
Крис Макинини из AVForums заявил, что Циммер, несмотря на его чрезмерное использование ударных, «[придумал] блестящую, красивую, смелую и, я должен сказать, блестящую работу».
Йорн Тиллнес из Soundtrackgeek дал высокую оценку партитуре, заявив: «Пуристы, старые фанаты саундтреков, несомненно, возненавидят эту музыку и будут использовать каждую каплю своей энергии, чтобы представить её не более чем обычной гудящей музыкой. В остальном из нас, я считаю, что новое смелое направление, в котором идет франшиза о Супермене, одновременно блестящее и смелое. Супермен заслуживает этой оценки, и вы тоже».

## Трек-лист

### Стандартная версия
| №                   | Название                                                      | Длительность |
| ------------------- | ------------------------------------------------------------- | ------------ |
| 1.                  | «Look to the Stars»                                           | 2:58         |
| 2.                  | «Oil Rig»                                                     | 1:45         |
| 3.                  | «Sent Here for a Reason»                                      | 3:46         |
| 4.                  | «DNA»                                                         | 3:34         |
| 5.                  | «Goodbye My Son»                                              | 2:01         |
| 6.                  | «If You Love These People»                                    | 3:22         |
| 7.                  | «Krypton’s Last»                                              | 1:58         |
| 8.                  | «Terraforming»                                                | 9:49         |
| 9.                  | «Tornado»                                                     | 2:53         |
| 10.                 | «You Die or I Do»                                             | 3:13         |
| 11.                 | «Launch»                                                      | 2:36         |
| 12.                 | «Ignition»                                                    | 1:19         |
| 13.                 | «I Will Find Him»                                             | 2:57         |
| 14.                 | «This Is Clark Kent»                                          | 3:47         |
| 15.                 | «I Have So Many Questions»                                    | 3:47         |
| 16.                 | «Flight»                                                      | 4:18         |
| 17.                 | «What Are You Going to Do When You Are Not Saving the World?» | 5:27         |
| Общая длительность: | Общая длительность:                                           | 59:30        |

| №                   | Название                    | Музыка                 | Длительность |
| ------------------- | --------------------------- | ---------------------- | ------------ |
| 1.                  | «Are You Listening, Clark?» | Ханс Циммер            | 2:48         |
| 2.                  | «General Zod»               | Ханс Циммер, Junkie XL | 7:21         |
| 3.                  | «You Led Us Here»           | Ханс Циммер            | 2:59         |
| 4.                  | «This Is Madness!»          | Ханс Циммер, Junkie XL | 3:48         |
| 5.                  | «Earth»                     | Ханс Циммер            | 6:11         |
| 6.                  | «Arcade»                    | Ханс Циммер, Junkie XL | 7:25         |
| Общая длительность: | Общая длительность:         | Общая длительность:    | 30:32        |

### Расширенная версия
| №                   | Название                                     | Музыка              | Длительность |
| ------------------- | -------------------------------------------- | ------------------- | ------------ |
| 1.                  | «Man of Steel» (Оригинальный скетчбук Ханса) | Ханс Циммер         | 28:16        |
| Общая длительность: | Общая длительность:                          | Общая длительность: | 28:16        |

| № | Название        | Исполнители                 |
| - | --------------- | --------------------------- |
| 1 | «Ring of Fire»  | Эллисон Кроу                |
| 2 | «Seasons»       | Крис Корнелл                |
| 3 | «The Long Walk» | Марко Белтрами, Бак Сандерс |

## Персонал
| Основной художник - Ханс Циммер — композитор, продюсер Производство - Питер Эшер — сопродюсер Оркестраторы - Брюс Фаулер - Элизабет Финч - Кевин Каска - Рик Джовинаццо Дополнительная музыка - Том Холкенборг - Атли Эрварссон - Андрей Кавчинский - Стив Маццаро - Джефф Занелли Дополнительный персонал и запись - Мел Вессон — дизайн эмбиент-музыки - Царица Рассел — координатор партитуры - Стивен Кофски — услуги по продюсированию музыки - Мелисса Муик — музыкальный редактор - Говард Скарр — программист синтезаторов - Марк Уэрри — дизайн цифровых инструментов - Алан Мейерсон — микширование партитуры - Хильда Орварсдоттир — вокал | Перкуссионные музыканты - Мэтт Чемберлен - Джош Фриз - Дэнни Кэри - Джейсон Бонем - Фаррелл Уильямс - Шейла И. - Джон Робинсон - Сатнам Рамготра - Тосс Панос - Джим Келтнер - Винни Колаюта - Берни Дрезел - Курт Бискера - Тревор Лоуренс-мл. - Райленд Эллисон Музыканты - Мартин Тиллман - Энн Мари Калхун - Брайс Джейкобс |

## Чарты
| Чарты (2013)                      | Высшая позиция |
| --------------------------------- | -------------- |
| Австрия (Ö3 Austria)              | 41             |
| Бельгия/Фландрия (Ultratop)       | 62             |
| Бельгия/Валлония (Ultratop)       | 88             |
| Франция (SNEP)                    | 61             |
| Германия (Offizielle Top 100)     | 38             |
| Испания (PROMUSICAE)              | 35             |
| Швейцария (Schweizer Hitparade)   | 47             |
| США (Billboard 200)               | 9              |
| США (Billboard Soundtrack Albums) | 2              |